# Tim Bevan
Timothy John Bevan CBE (Queenstown, 20 dicembre 1957) è un produttore cinematografico neozelandese.

## Biografia
Cofondatore della Working Title Films di Londra insieme a Sarah Radclyffe, ora è socio nella stessa società con Eric Fellner.
Bevan è divorziato dall'attrice britannica Joely Richardson; i due ebbero una figlia, Daisy, nata nel 1992. Attualmente è sposato con Amy Gadney; la coppia ha una figlia, Nell, nata nel 2001, e un figlio, Jago, nato nel 2003.
Fa parte dell'Ordine dell'Impero Britannico.

## Filmografia parziale

### Produttore
- Avik e Albertine (Map of the Human Heart), regia di Vincent Ward (1993)
- Moonlight & Valentino (Moonlight and Valentino), regia di David Anspaugh (1995)
- Elizabeth, regia di Shekhar Kapur (1998)
- Alta fedeltà (High Fidelity), regia di Stephen Frears (2000)
- Il diario di Bridget Jones (Bridget Jones's Diary), regia di Sharon Maguire (2001)
- Il mandolino del capitano Corelli (Captain Corelli's Mandolin), regia di John Madden (2001)
- Johnny English, regia di Peter Howitt (2003)
- The Italian Job, regia di F. Gary Gray (2003)
- Love Actually - L'amore davvero (Love Actually), regia di Richard Curtis (2003)
- Thunderbirds, regia di Jonathan Frakes (2004)
- Che pasticcio, Bridget Jones! (Bridget Jones: The Edge of Reason), regia di Beeban Kidron (2004)
- The Interpreter, regia di Sydney Pollack (2005)
- Nanny McPhee - Tata Matilda (Nanny McPhee), regia di Kirk Jones (2005)
- Catch a Fire, regia di Phillip Noyce (2006)
- Espiazione (Atonement), regia di Joe Wright (2007)
- Mr. Bean's Holiday, regia di Steve Bendelack (2007)
- Frost/Nixon - Il duello (Frost/Nixon), regia di Ron Howard (2008)
- I Love Radio Rock (The Boat That Rocked), regia di Richard Curtis (2009)
- State of Play, regia di Kevin Macdonald (2009)
- Green Zone, regia di Paul Greengrass (2010)
- Johnny English - La rinascita, regia di Oliver Parker (2011)
- La talpa (Tinker, Tailor, Soldier, Spy), regia di Tomas Alfredson (2011)
- Contraband, regia di Baltasar Kormákur (2012)
- Questione di tempo (About Time), regia di Richard Curtis (2013)
- Closed Circuit, regia di John Crowley (2013)
- I due volti di gennaio (The Two Faces of January), regia di Hossein Amini (2014)
- La teoria del tutto (The Theory of Everything), regia di James Marsh (2014)
- Trash, regia di Stephen Daldry (2014)
- Legend, regia di Brian Helgeland (2015)
- Everest, regia di Baltasar Kormákur (2015)
- The Program, regia di Stephen Frears (2015)
- We Are Your Friends, regia di Max Joseph (2015)
- Ave, Cesare! (Hail, Caesar!), regia di Joel ed Ethan Coen (2016)
- Grimsby - Attenti a quell'altro (The Brothers Grimsby), regia di Louis Leterrier (2016)
- Bridget Jones's Baby, regia di Sharon Maguire (2016)
- Baby Driver - Il genio della fuga (Baby Driver), regia di Edgar Wright (2017)
- Vittoria e Abdul (Victoria and Abdul), regia di Stephen Frears (2017)
- L'ora più buia (Darkest Hour), regia di Joe Wright (2017)
- L'uomo di neve (The Snowman), regia di Tomas Alfredson (2017)
- 7 giorni a Entebbe (Entebbe), regia di José Padilha (2018)
- Johnny English colpisce ancora (Johnny English Strikes Again), regia di David Kerr (2018)
- King of Thieves, regia di James Marsh (2018)
- Maria regina di Scozia (Mary Queen of Scots), regia di Josie Rourke (2018)
- Il ragazzo che diventerà re (The Kid Who Would Be King), regia di Joe Cornish (2019)
- Yesterday, regia di Danny Boyle (2019)
- Radioactive, regia di Marjane Satrapi (2019)
- Cats, regia di Tom Hooper (2019)
- Emma., regia di Autumn de Wilde (2020)
- L'assistente della star (The High Note), regia di Nisha Ganatra (2020)
- Rebecca, regia di Ben Wheatley (2020)
- Ultima notte a Soho (Last Night in Soho), regia di Edgar Wright (2021)
- Ticket to Paradise, regia di Ol Parker (2022)
- Catherine (Catherine Called Birdy), regia di Lena Dunham (2022)
- Genie, regia di Sam Boyd (2023)
- Drive-Away Dolls, regia di Ethan Coen (2024)
- The Substance, regia di Coralie Fargeat (2024)
- Blitz, regia di Steve McQueen (2024)
- Bridget Jones - Un amore di ragazzo (Bridget Jones: Mad About the Boy), regia di Michael Morris (2025)
- Honey Don't!, regia di Ethan Coen (2025)

### Produttore esecutivo
- Fargo, regia di Joel Coen (1996)
- Notting Hill, regia di Roger Michell (1999)
- Fratello, dove sei? (O Brother, Where Are Thou?), regia di Joel Coen (2000)
- A Serious Man, regia di Joel ed Ethan Coen (2009)
- Il solista (The Soloist), regia di Joe Wright (2009)
- Genius, regia di Michael Grandage (2016)
- Quattro matrimoni e un funerale (Four Weddings and a Funeral) – miniserie TV (2019)